# Söder

Söder markerat på en kompassros.

Söder och syd är ett väderstreck som anger riktningen mot den geografiska sydpolen. De andra huvudväderstrecken är norr, öster och väster. Begreppet sunnan används för (från söder kommande) sydlig vind, sunnanvind.
Det är norm att söder är nedåt på kartor, även om det tidigare varierat. På en kompass är riktningen 180° rakt söderut.